# Joaquim Rodrigues Braga
Joaquim Rodrigues Braga conhecido também por Braga Pintor (Porto, 1793 — 1853), foi um pintor português.
Estudou em Roma na Academia de S. Lucas e foi professor de pintura de história na Academia Portuense de Belas Artes.

## Obras
- Caçada de D. Miguel
- Caçada de D. Miguel no sítio de Vendas Novas (1824)
- A Degolação de São João Baptista
- S. João Menino
- D. João VI
- D. Miguel (1828)
- José da Silva Passos com sua mulher e filhos
- Cerco de Lisboa por D. Afonso Henriques